# Phreatia dendrophylax
Phreatia dendrophylax là một loài thực vật có hoa trong họ Lan. Loài này được (Rchb.f.) Kraenzl. miêu tả khoa học đầu tiên năm 1911.